# 網走市立美術館
網走市立美術館（あばしりしりつびじゅつかん）は北海道網走市にある美術館。

## 概要
網走市在住の美術収集家・宮川辰雄より、独立美術協会で活躍した洋画家居串佳一の遺作38点の寄贈を受けて、1972年（昭和47年）に開館した北海道内初の市町村立美術館である。
この居串佳一や高橋道雄をはじめとする網走ゆかりの作家の作品、および網走とオホーツクを主題とする作品を主に所蔵、展示する。
玄関前の網走市民会館前庭には佐藤忠良や本郷新などの彫刻が展示されている。

## 施設
1F
- ホール
- 資料閲覧室
- 実技研修室

2F
- 第1展示室 - 企画展・移動展・利用展
- 第2展示室 - 企画展・移動展・利用展
- 第3展示室 - 常設展
- 第4展示室 - 常設展

## 利用情報
- 開館時間 - 午前10時00分～午後4時00分
- 休館日 - 月曜日、国民の祝日、年末年始（12月31日～1月5日）

## 交通アクセス
- 網走バスターミナル　徒歩5分
- 釧網本線 桂台駅 徒歩10分
- 石北本線 網走駅 徒歩10分

## 周辺
- 網走市民会館（隣接）
- 永専寺山門（旧網走監獄正門）
- クリオネ通り